# All Japan Road Race Championship
Die All Japan Road Race Championship (engl. für Zen-Nihon rōdo rēsu senshuken, jap. 全日本ロードレース選手権) ist die nationale japanische Motorrad-Straßenmeisterschaft.
Sie gilt als eine der wichtigsten nationalen Motorradmeisterschaften der Welt. Dies liegt vor allem darin begründet, dass vier der weltweit größten Motorradhersteller, Honda, Kawasaki, Suzuki und Yamaha, allesamt aus Japan kommen und deshalb mit werksunterstützten Teams antreten, deren Maschinen denen der Motorrad- bzw. Superbike-Weltmeisterschaft kaum nachstehen.

## Geschichte
Die All Japan Road Race Championship wird unter dem Dach des japanischen Motorradverbandes Motorcycle Federation of Japan (MFJ), der 1961 gegründet wurde, seit 1967 ausgetragen. Praktisch alle international erfolgreichen japanischen Motorradrennfahrer sammelten in der Meisterschaft ihre ersten Erfahrungen.
Im Laufe der Jahre wurden die Einteilungen der Klassen in verschiedene Hubraumkategorien immer wieder geändert und neuen Entwicklungen im Motorradrennsport angepasst. Im Jahr 1989 gewann mit dem US-Amerikaner Doug Polen erstmals ein Ausländer einen Titel in der All Japan Road Race Championship.
Königsklasse war lange Zeit die 500-cm³-Kategorie, die 1994 von der Superbike-Klasse abgelöst wurde. In der Saison 2002 traten in der Superbike-Klasse zu Testzwecken oftmals auch reinrassige MotoGP-Prototypen an. Diese gewannen zwar die meisten Rennen, wurden aus Reglementsgründen aber nicht gewertet.
Im Jahr 2010 bestand die Meisterschaft aus sieben Rennveranstaltungen. Dabei wurden zuvor die 250-cm³-Kategorie abgeschafft, eine neue namens J-GP2 eingeführt und die 125-cm³-Kategorie in J-GP3 umbenannt.

## Siegerlisten
| Jahr | 50 cm³                    | 90 cm³                     | 125 cm³                     | 250 cm³                      | über 250 cm³                  |
| ---- | ------------------------- | -------------------------- | --------------------------- | ---------------------------- | ----------------------------- |
| 1967 | Mitsuo Itō                | Yasunori Shigeno           | Tsunehiro Masuda            | Keiji Yano                   | Takashi Matsunaga             |
| 1968 |                           | Yoshiaki Kamiya            | Tadao Baba                  | Masahiro Wada                | Takashi Matsunaga             |
| 1969 |                           | Yutaka Oda                 | Morio Sumiya                | Hideo Kanaya                 | Morio Sumiya                  |
| 1970 |                           | Eiji Kondō                 | Yutaka Oda                  | Toshio Ōwaki                 | Hiroyuki Kawasaki             |
| 1971 |                           | Hideo Kanaya               | Izumi Sugimoto              | Toshio Ōwaki                 | Hideo Kanaya                  |
| 1972 |                           |                            | Yutaka Oda                  |                              | Yutaka Oda                    |
| Jahr | 125 cm³                   | 250 cm³                    | 350 cm³                     | 500 cm³                      | 750 cm³                       |
| 1973 | Shinji Sumiya             |                            |                             |                              | Ken Nemoto                    |
| 1974 | Tatsumi Aoki              |                            |                             |                              | Ikujiro Takaï                 |
| 1975 | Tadashi Ezaki             |                            |                             |                              | Tadao Asami                   |
| 1976 |                           | Yoshikazu Mōri             | Junzō Satō                  |                              | Ikujiro Takaï                 |
| 1977 | Hiroyuki Iida             |                            | Osamu Suzuki                |                              | Yoshikazu Mōri                |
| 1978 | Kōji Ueda                 | Kōji Ueda                  | Iwao Ishikawa               |                              | Shin’ichi Ueno                |
| 1979 | Mitsuo Saitō              |                            | Keiji Kinoshita             |                              | Masaru Mizutani               |
| 1980 | Noriaki Ichinose          |                            | Tadahiko Taira              |                              | Osamu Suzuki                  |
| 1981 | Noriaki Ichinose          |                            | Yasuaki Fujimoto            | Keiji Kinoshita              |                               |
| Jahr | 125 cm³                   | 250 cm³                    | 500 cm³                     | TT-F1                        | TT-F3                         |
| 1982 | Noriaki Ichinose          | Teruo Fukuda               | Masaru Mizutani             |                              |                               |
| 1983 | Jirō Kuriya (Honda)       | Mitsuo Saitō (Yamaha)      | Tadahiko Taira (Yamaha)     |                              |                               |
| 1984 | Jirō Kuriya (Honda)       | Masaru Kobayashi (Honda)   | Tadahiko Taira (Yamaha)     | Shunji Yatsushiro (Honda)    | Tadashi Ezaki (Yamaha)        |
| 1985 | Hisashi Unemoto (Honda)   | Masaru Kobayashi (Honda)   | Tadahiko Taira (Yamaha)     | Satoshi Tsujimoto (Suzuki)   | Yōichi Yamamoto (Honda)       |
| 1986 | Ken’ichi Yoshida (Honda)  | Shinji Katayama (Yamaha)   | Keiji Kinoshita (Honda)     | Satoshi Tsujimoto (Suzuki)   | Yōichi Yamamoto (Honda)       |
| 1987 | Hisashi Unemoto (Honda)   | Masahiro Shimizu (Honda)   | Norihiko Fujiwara (Yamaha)  | Yukiya Ōshima (Suzuki)       | Masumitsu Taguchi (Honda)     |
| 1988 | Masayuki Hirose (Honda)   | Toshihiko Honma (Yamaha)   | Norihiko Fujiwara (Yamaha)  | Shōji Miyazaki (Honda)       | Toshinobu Shiomori (Yamaha)   |
| 1989 | Fuyuki Yamazaki (Honda)   | Tadayuki Okada (Honda)     | Norihiko Fujiwara (Yamaha)  | Doug Polen (Suzuki)          | Doug Polen (Suzuki)           |
| 1990 | Kazuto Sakata (Honda)     | Tadayuki Okada (Honda)     | Shin’ichi Itō (Honda)       | Ken’ichirō Iwahashi (Honda)  | Ryūji Tsuruta (Kawasaki)      |
| 1991 | Masafumi Ono (Honda)      | Tadayuki Okada (Honda)     | Peter Goddard (Yamaha)      | Shōji Miyazaki (Honda)       | Katsuyoshi Takahashi (Yamaha) |
| 1992 | Akira Saitō (Honda)       | Tetsuya Harada (Yamaha)    | Daryl Beattie (Honda)       | Shōichi Tsukamoto (Kawasaki) |                               |
| 1993 | Yoshiaki Katō (Yamaha)    | Tōru Ukawa (Honda)         | Norick Abe (Honda)          | Keiichi Kitagawa (Kawasaki)  |                               |
| Jahr | 125 cm³                   | 250 cm³                    | Superbike                   | S-NK                         | Superstock 600                |
| 1994 | Ken Miyasaka (Honda)      | Tōru Ukawa (Honda)         | Wataru Yoshikawa (Yamaha)   |                              |                               |
| 1995 | Yōichi Ui (Yamaha)        | Noriyasu Numata (Suzuki)   | Takuma Aoki (Honda)         |                              |                               |
| 1996 | Masao Azuma (Honda)       | Noriyasu Numata (Suzuki)   | Takuma Aoki (Honda)         |                              |                               |
| 1997 | Takashi Akita (Yamaha)    | Daijirō Katō (Honda)       | Noriyuki Haga (Yamaha)      |                              |                               |
| 1998 | Hideyuki Nakajō (Honda)   | Shin’ya Nakano (Yamaha)    | Shin’ichi Itō (Honda)       |                              |                               |
| 1999 | Hideyuki Nakajō (Honda)   | Naoki Matsudo (Yamaha)     | Wataru Yoshikawa (Yamaha)   | Manabu Kamada (Suzuki)       |                               |
| 2000 | Tomoyoshi Koyama (Yamaha) | Shin’ichi Nakatomi (Honda) | Hitoyasu Izutsu (Kawasaki)  | Ryūji Tsuruta (Kawasaki)     |                               |
| 2001 | Hideyuki Nakajō (Honda)   | Tarō Sekiguchi (Yamaha)    | Akira Ryō (Suzuki)          | Keiichi Kitagawa (Suzuki)    | Yūichi Takeda (Honda)         |
| Jahr | 125 cm³                   | 250 cm³                    | Superbike                   | JSB/S-NK                     | Superstock 600                |
| 2002 | Hideyuki Nakajō (Honda)   | Tekkyū Kayō (Yamaha)       | Atsushi Watanabe (Suzuki)   | Tatsuya Yamaguchi (Honda)    | Ryūichi Kiyonari (Honda)      |
| Jahr | 125 cm³                   | 250 cm³                    | JSB1000                     |                              | Superstock 600                |
| 2003 | Shūhei Aoyama (Honda)     | Hiroshi Aoyama (Honda)     | Keiichi Kitagawa (Suzuki)   |                              | Yoshiteru Konishi (Honda)     |
| 2004 | Hideyuki Nakajō (Honda)   | Yūki Takahashi (Honda)     | Hitoyasu Izutsu (Honda)     |                              | Takeshi Tsujimura (Honda)     |
| 2005 | Hiroyuki Kikuchi (Honda)  | Shūhei Aoyama (Honda)      | Shin’ichi Itō (Honda)       |                              | Takashi Yasuda (Honda)        |
| 2006 | Takaaki Nakagami (Honda)  | Ryūji Yokoe (Yamaha)       | Shin’ichi Itō (Honda)       |                              | Takashi Yasuda (Honda)        |
| 2007 | Hiroomi Iwata (Honda)     | Yōichi Ui (Yamaha)         | Atsushi Watanabe (Suzuki)   |                              | Yoshiteru Konishi (Honda)     |
| 2008 | Hiroyuki Kikuchi (Honda)  | Takumi Takahashi (Honda)   | Kazuma Watanabe (Honda)     |                              | Yoshiteru Konishi (Honda)     |
| 2009 | Hiroyuki Kikuchi (Honda)  | Yōichi Ui (Yamaha)         | Katsuyuki Nakasuga (Yamaha) |                              | Yūsuke Teshima (Honda)        |
| Jahr | J-GP3                     | J-GP2                      | JSB1000                     | GP-Mono                      | Superstock 600                |
| 2010 | Hikari Okubo (Honda)      | Yoshiteru Konishi (Yamaha) | Kousuke Akiyoshi (Yamaha)   | Kenta Fujii                  | Tatsuya Yamaguchi (Yamaha)    |
| 2011 | Kenta Fujii (Honda)       | Takaaki Nakagami (Honda)   | Kousuke Akiyoshi (Honda)    | Tetsuta Nagashima (Harc-Pro) | Tatsuya Yamaguchi (Honda)     |
| 2012 | Masaki Tokudome (Honda)   | Kazuki Watanabe (Kawasaki) | Katsuyuki Nakasuga (Yamaha) |                              | Decha Kraisart (Yamaha)       |
| 2013 | Sena Yamada (Honda)       | Kohta Nozane (Yamaha)      | Katsuyuki Nakasuga (Yamaha) |                              | Kazuma Watanabe (Honda)       |
| 2014 | Sena Yamada (Honda)       | Yūki Takahashi (Honda)     | Katsuyuki Nakasuga (Yamaha) |                              | Ryuta Kobayashi (Honda)       |
| 2015 | Ryo Mizuno (Honda)        | Yūki Takahashi (Honda)     | Katsuyuki Nakasuga (Yamaha) |                              | Ryuji Yokoe (Honda)           |
| 2016 | Masaki Tokudome (Honda)   | Naomichi Uramoto (Suzuki)  | Katsuyuki Nakasuga (Yamaha) |                              | Ikuhiro Enokido (Honda)       |
| 2017 | Yuta Date (Honda)         | Ryo Mizuno (HARC-PRO)      | Takumi Takahashi (Honda)    |                              | Keisuke Maeda (Yamaha)        |
| 2018 | Genki Nakajima (Honda)    | Ryosuke Iwato (Moriwaki)   | Katsuyuki Nakasuga (Yamaha) |                              | Yūki Okamoto (Yamaha)         |
| 2019 | Sho Hasegawa (Honda)      | Teppei Nagoe (HARC-PRO)    | Katsuyuki Nakasuga (Yamaha) |                              | Tomoyoshi Koyama (Honda)      |
| Jahr | J-GP3                     | Superstock 1000            | JSB1000                     | GP-Mono                      | Superstock 600                |
| 2020 | Takeru Murase (Honda)     | Yūki Takahashi (Honda)     | Kohta Nozane (Yamaha)       |                              | Yūki Okamoto (Yamaha)         |
| 2021 | Hiroki Ono (Honda)        | Kazuma Watanabe (Honda)    | Katsuyuki Nakasuga (Yamaha) |                              | Haruki Noguchi (Yamaha)       |
| 2022 | Hiroki Ono (Honda)        | Kazuma Watanabe (Honda)    | Katsuyuki Nakasuga (Yamaha) |                              | Kota Arakawa (Honda)          |